# 肯尼迪維爾 (馬里蘭州)
肯尼迪維爾（英語：Kennedyville）是位於美國馬里蘭州肯特縣的一個普查規定居民點。

## 人口
根據2020年美國人口普查的數據，肯尼迪維爾的面積為1.34平方千米，當中陸地面積為1.32平方千米，而水域面積為0.02平方千米。當地共有人口230人，而人口密度為每平方千米171.64人。